# فردریک روسیف

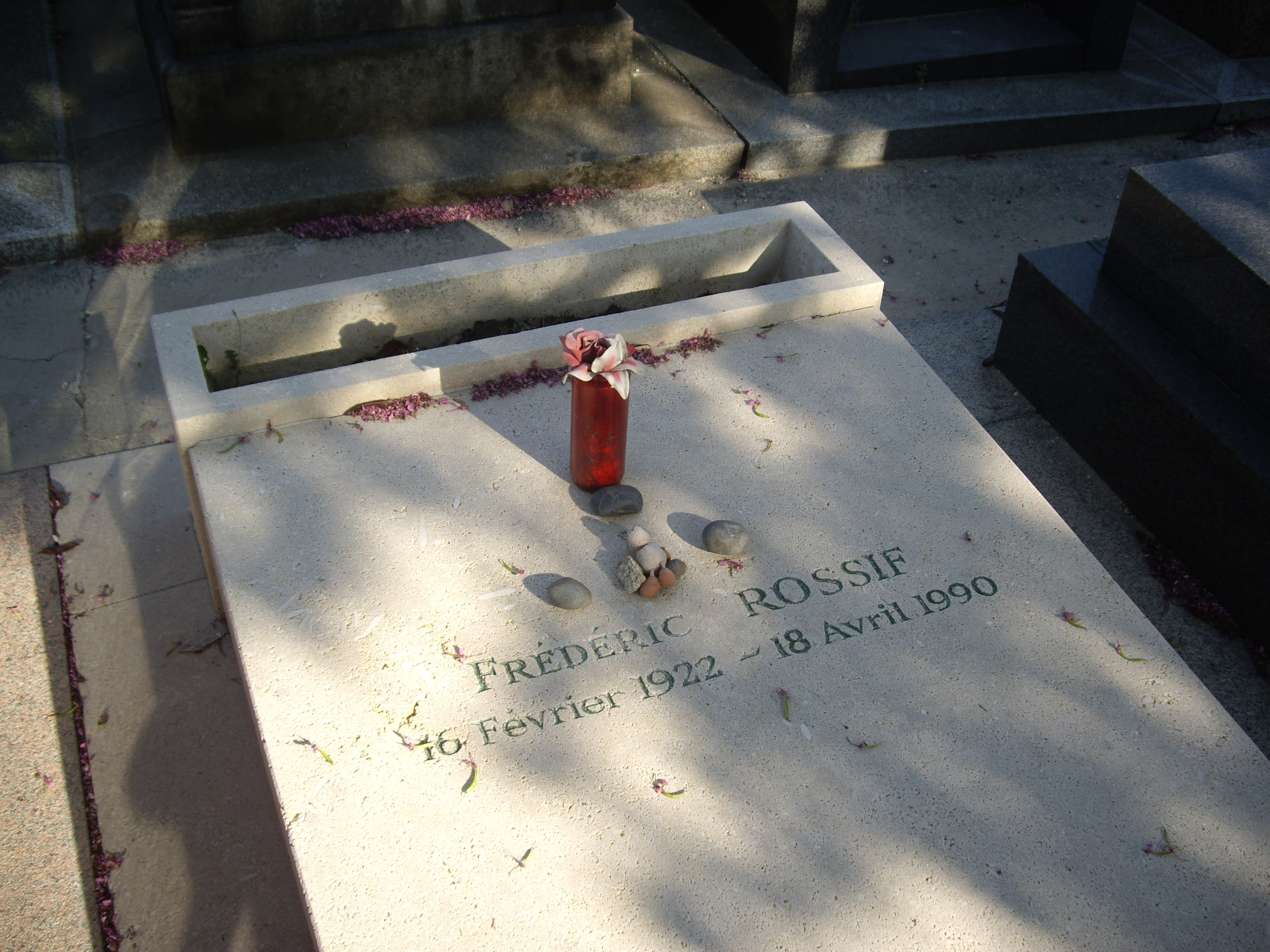
سنگ قبر فردریک روسیف در گورستان مون‌پارناس

فردریک روسیف (فرانسوی: Frédéric Rossif‎; ۱۴ اوت ۱۹۲۲ – ۱۸ آوریل ۱۹۹۰) کارگردان فیلم اهل فرانسه بود.